# Johann Christian Lieberkühn
Johann Christian Lieberkühn (* 2. Dezember 1669 in Quedlinburg; † 5. März 1733 in Berlin), auch Christian Lieberkühn d. Ä. genannt, war ein Königlich-Preußischer Hof-Goldschmied in Berlin sowie Altmeister der Zunft.

## Leben
Christian Lieberkühn leistete nach seiner Meisterprüfung 1703 den Bürgereid und wurde 1717 mit königlichem Dekret zum Altmeister der Berliner Goldschmiede-Zunft ernannt, nachdem der vorige Altmeister Daniel Männlich d. J. nach jahrelangen Vorwürfen, er habe sein Amt nicht ordentlich geführt, dieses Amtes enthoben wurde. 1719 erwarb er bei einer Versteigerung das Haus Heilige-Geist-Straße Nr. 38, im selben Jahr ließ er auf dem Grundstück einen Neubau errichten. Ein am Hause angebrachter Neidkopf befindet sich heute im Märkischen Museum, das Haus selbst wurde im Zweiten Weltkrieg zerstört.

## Familie
Lieberkühn heiratete Emeritia Sabina Rau, aus dieser Ehe gingen vierzehn Kinder hervor, sieben Söhne und sieben Töchter.
Söhne:
- Christian Lieberkühn, ebenfalls Berliner Hof-Goldschmied u. Altmeister der Zunft
- Johann Gottlieb Lieberkühn (1705–1772), Theologe
- Samuel Lieberkühn (1710–1777), deutscher evangelischer Theologe[4]
- Johann Nathanael Lieberkühn (1711–1756), Mediziner u. Anatom in Berlin

Töchter:
- Kordula Sabina Cupcovius (~1701)
- Sophie Elisabeth (~ 1703), verheiratet am 26. Oktober 1724 mit Moritz Baumann
- Amalie Emerentia (~1717), heiratete am 14. August 1731 Johann Christoph Schinmeyer
- Charlotte Dorothea Süßmilch (1720–1772)[5]

## Werke
Die Goldschmiede Lieberkühn erhielten von Friedrich Wilhelm I. (1688–1740) umfangreiche Aufträge zur Herstellung von Tafel-Geschirr, Leuchtern (Girandolen), Guéridons, Kronleuchtern sowie silbernen Rahmen, so vor allem für das Berliner Stadtschloss.